# Frauenstein (hrad v Horní Falci)
Frauenstein je zřícenina hradu na stejnojmenném kopci Frauenstein v obci Weiding v okrese Schwandorf v bavorském vládním obvodě Horní Falc. Lokalita je vedena jako pozemní památka pod číslem souboru D-3-6541-0002 v Bavorském atlase jako „archeologické prvky v oblasti zříceniny středověkého hradu ’Frauenstein’“. Dále je vedena pod číslem spisu D-3-76-176-10 jako památkově chráněné území Schönau.

## Geografická poloha
Zřícenina hradu se nachází na vrcholu Frauenstein v Hornofalckém lese mezi obcemi Gaistal, Winklarn a Weiding, 375 metrů nad údolím řeky Ascha. Nadmořská výška je přibližně 875 metrů.
V bezprostřední blízkosti Frauensteinu se nacházejí hrady Reichenstein u obce Stadlernu, Flossenbürg, Leuchtenberg, Trausnitz, Tännesberg, Gleiritsch, Haus Murach a Thannstein. Ve středověku tudy vedly obchodní cesty z Norimberka do Plzně a Prahy.

## Historie
Ves Weiding patřila v dědičném poddanství k panství Frauenstein, o jehož počátcích není nic známo. Ve druhé polovině 13. století koupil Frauenstein od Fridricha Siegenhofera dolnobavorský vévoda Jindřich. Zápis o převodu majetku uvádí, že panství kolem vsi Weiding, která měla v té době již zděný kostel, bylo z velké části pusté. Ve 14. století se panství Frauenstein, a tedy i Weiding, stalo lénem českého krále. Jako další majitelé následovali Satzenhoferové, Zengerové, Fuchsové a páni z Murachu.
V roce 1512 se jako majitel hradu Frauenstein v Bavorském lese uvádí Hans von Selbitz (rytíř, přítel Götze von Berlichingen).
Dne 29. ledna 1580 císař Rudolf II. udělil Andreasi Georgovi von Murach na Kürnbergu a Winklarnu a jeho manželce Anně, dceři zemřelého Hanse Fuchse ze Schneebergu, dva pusté hrady Frauenstein a Reichenstein, dnes dochované jako zřícenina hradu Reichenstein, městečko Schönsee a vesnice Weiding a další. Dne 26. listopadu 1605 obdržel Hans Friedrich Fuchs císařský lenní list. K jeho dědičnému majetku patřily hrady Frauenstein a Reichenstein, město Schönsee, Weiding, Pondorf, Gaisthal, Schönau, Stadlern a Schwand s hamrem.

## Popis
Z bývalého hradu se dochovaly pouze zbytky zdí.